# Contea di Laifeng
La contea di Laifeng (来凤县S, Láifèng XiànP) è una contea della Cina, situata nella provincia di Hubei e amministrata dalla prefettura autonoma tujia e miao di Enshi.